# 杜别克街道
杜别克街道，是中华人民共和国新疆维吾尔自治区塔城地区塔城市下辖的一个乡镇级行政单位。

## 行政区划
杜别克街道下辖以下地区：
杜别克街社区、公园街社区、花园街社区、林南街社区、光明街社区、宏图街社区、发展街社区和拜格托别街社区。